# Ẕīā'ābād
Ẕīā'ābād (persiska: ضياء آباد, ضِياء آباد, زيَّ اَبَد, شَهرِ شَقايِق, Ẕīā’ābād) är en ort i Iran.   Den ligger i provinsen Qazvin, i den nordvästra delen av landet, 180 km väster om huvudstaden Teheran. Ẕīā'ābād ligger 1 400 meter över havet och antalet invånare är 8 385.
Terrängen runt Ẕīā'ābād är platt åt nordost, men åt sydväst är den kuperad. Runt Ẕīā'ābād är det ganska glesbefolkat, med 29 invånare per kvadratkilometer. Ẕīā'ābād är det största samhället i trakten. Trakten runt Ẕīā'ābād består i huvudsak av gräsmarker.